# Jimmy Slattery
James Patrick Slattery (Buffalo, 25 agosto 1905 – 30 agosto 1960) è stato un pugile statunitense.
La International Boxing Hall of Fame lo ha riconosciuto fra i più grandi pugili di ogni tempo.

## Gli inizi
Professionista dal 1921.

## La carriera
Campione del mondo dei pesi mediomassimi nel 1930.
Tra i migliori mediomassimi degli Anni '20 e '30, periodo d'oro per la categoria, fu antagonista di grandi campioni quali Paul Berlenbach, Maxie Rosenbloom, Tommy Loughran, Young Stribling.